# 유창현 (프로게이머)
유창현(2001년 4월 9일 ~)은 대한민국의 전직 카트라이더 프로게이머로 아이디는 SPEAR를 사용했다.

## 선수 시절

### 크레이지레이싱 카트라이더
2015년 12월, The A Engineering 소속으로 활동하면서 커리어를 시작했다. 버닝 타임 팀전 4위를 기록했다.
2016년 8월, 스토머 레이싱 소속으로 활동한다. 듀얼 레이스시즌 팀전 3위, 개인전 4위를 달성했다.
2017년 1월, QsenN_White 소속으로 활동한다. 듀얼 레이스 2시즌 팀전 우승, 개인전 3위를 달성했다.
2018년 1월, PENTA XENICS 소속으로 활동한다. 듀얼 레이스 3시즌 팀전 준우승, 개인전 6위를 달성했다.
2019년 1월, SAVIORS 소속으로 활동한다. 2019-1시즌 팀전 우승, 개인전 3위를 달성했다. 
2019년 7월 8일, 샌드박스 게이밍에 입단했다. 2019-2시즌 팀전 우승을 달성했다.
2020시즌을 앞두고 샌드박스 게이밍과 재계약을 체결했다. 2020-1시즌 팀전 4위, 개인전 준우승을 달성했다. 이후 휴식을 위해 팀에서 퇴단했다.
2020년 12월 9일, 한화생명 e스포츠에 입단하면서 선수로 복귀했다. 2021-1시즌 팀전 준우승, 개인전 우승을 달성했다. 2021-2시즌 팀전 준우승, 개인전 준우승을 달성했다. 2021수퍼컵 팀전 우승, 개인전 5위를 달성했다.
2022시즌을 앞두고 한화생명 e스포츠와 재계약을 체결했다. 2022-1시즌 팀전 우승, 개인전 10위를 달성했다. 2022-2시즌 팀전 3위, 개인전 3위를 달성했다. 2022수퍼컵 팀전 3위, 개인전 6위를 달성했다. 이후 팀에서 퇴단했다.

### 카트라이더: 드리프트
2023년 1월 7일, 광동 프릭스에 입단했다. 프리시즌1 팀전 우승, 개인전 19위를 달성했다. 프리시즌2 팀전 우승, 개인전 4위를 달성했다. 2023시즌 팀전 우승, 개인전 25위를 기록했다. 이후 팀에서 퇴단했다.

## 소속팀
| # | 팀명              | 소속 기간                 | 소속 리그 | 비고 |
| - | ----------------- | ------------------------- | --------- | ---- |
| 1 | The A Engineering | 2015-16                   | KRL       |      |
| 2 | 스토머 레이싱     | 2016                      | KRL       |      |
| 3 | QsenN_White       | 2017                      | KRL       |      |
| 4 | PENTA XENICS      | 2018                      | KRL       |      |
| 5 | XENICS STORM      | 2018                      | KRL       |      |
| 6 | SAVIORS           | 2019                      | KRL       |      |
| 7 | 샌드박스 게이밍   | 2019.07.08. ~ 2020.05.27. | KRL       |      |
| 8 | 한화생명 e스포츠  | 2020.12.09. ~ 2023.01.07. | KRL       |      |
| 9 | 광동 프릭스       | 2023.01.07. ~ 2024.04.04. | KDL       |      |

## 수상 내역

### 크레이지레이싱 카트라이더
공식 대회 우승 6회, 준우승 5회
- 넥슨 카트라이더 리그 듀얼 레이스 팀전 3위
- 넥슨 카트라이더 리그 듀얼 레이스 시즌 2 팀전 우승 (큐센 화이트)
- 넥슨 카트라이더 리그 듀얼 레이스 시즌 2 개인전 3위
- 넥슨 카트라이더 리그 듀얼 레이스 시즌 3 팀전 준우승
- 넥슨 카트라이더 리그 2019 시즌 1 팀전 우승 (SAVIORS)
- 넥슨 카트라이더 리그 2019 시즌 1 개인전 3위
- 2019 KT 5G 멀티뷰 카트라이더 리그 시즌 2 팀전 우승 (샌드박스 게이밍)
- 2020 SKT JUMP 카트라이더 리그 시즌 1 개인전 준우승
- 2021 신한은행 헤이영 카트라이더 리그 시즌 1 팀전 준우승
- 2021 신한은행 헤이영 카트라이더 리그 시즌 1 개인전 우승
- 2021 신한은행 헤이영 카트라이더 리그 시즌 2 팀전 준우승
- 2021 신한은행 헤이영 카트라이더 리그 시즌 2 개인전 준우승
- 2021 신한은행 헤이영 카트라이더 리그 수퍼컵 팀전 우승 (블레이즈)
- 2021 신한은행 헤이영 카트라이더 리그 수퍼컵 팀전 최우수 선수
- 2022 신한은행 헤이영 카트라이더 리그 시즌 1 팀전 우승 (블레이즈)
- 2022 신한은행 헤이영 카트라이더 리그 시즌 2 팀전 3위
- 2022 신한은행 헤이영 카트라이더 리그 시즌 2 개인전 3위
- 2022 신한은행 쏠 카트라이더 리그 수퍼컵 팀전 3위

### 카트라이더: 드리프트
공식 대회 우승 1회
- 카트라이더: 드리프트 리그 프리시즌 1 팀전 우승 (광동 프릭스)
- 카트라이더: 드리프트 리그 프리시즌 2 팀전 우승 (광동 프릭스)
- 2023 카트라이더: 드리프트 리그 팀전 우승 (광동 프릭스)